# Espectre de freqüències

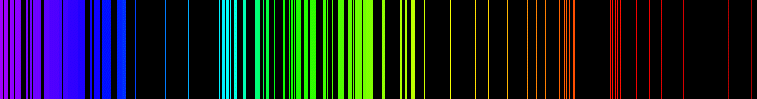
Espectre de freqüències per a la llum emesa per àtoms de ferro en la regió visible de l'espectre electromagnètic

L'espectre de freqüència d'un fenomen ondulatori (sonor, lluminós o electromagnètic), superposició d'ones de diverses freqüències, és una mesura de la distribució d'amplituds de cada freqüència. També es diu espectre de freqüència el gràfic d'intensitat enfront de la freqüència d'una ona particular.
L'espectre de freqüències o descomposició espectral de freqüències pot aplicar-se a qualsevol concepte associat amb freqüència o moviments ondulatoris, com són els colors, les notes musicals, les ones electromagnètiques de ràdio o TV i, fins i tot, la rotació regular de la Terra.

## Espectre lumínic, sonor i electromagnètic
Una font de llum pot tenir molts colors barrejats en diferents quantitats (intensitats). Un arc de Sant Martí, o un prisma transparent, deflecteix cada fotó segons la seva freqüència en un angle lleugerament diferent. Això ens permet veure cada component de la llum inicial per separat. Un gràfic de la intensitat de cada color deflectit per un prisma que mostri la quantitat de cada color és l'espectre de freqüència de la llum o espectre lumínic. Quan totes les freqüències visibles estan presents per igual, l'efecte és el "color" blanc, i l'espectre de freqüències és uniforme, cosa que es representa per una línia plana. De fet, qualsevol espectre de freqüència que consisteixi en una línia plana es diu blanc; per aquest motiu, parlem no solament de "color blanc" sinó també de "soroll blanc".
De manera similar, una font d'ones sonores pot ser una superposició de freqüències diferents. Cada freqüència estimula una part diferent de la nostra còclea (caragol de l'oïda). Quan escoltem una ona sonora amb una sola freqüència predominant escoltem una nota. Però, en canvi, una xiulada qualsevol o un cop sobtat que estimuli tots els receptors, direm que conté freqüències dintre de tot el rang audible. Moltes coses en el nostre entorn que qualifiquem com a soroll freqüentment contenen freqüències de tot el rang audible. Així, quan un espectre de freqüència d'un so, o espectre sonor, ve donat per una línia plana, diem que el so associat és soroll blanc.
Cada estació emissora de ràdio o TV és una font d'ones electromagnètiques que emet ones properes a una freqüència donada. En general, les freqüències es concentraran en una banda al voltant de la freqüència nominal de l'estació; aquesta banda és el que anomenem canal. Una antena receptora de ràdio condensa diferents ones electromagnètiques en un únic senyal d'amplitud de voltatge, que pot ser al seu torn descodificat novament en un senyal d'amplitud sonora, que és el so que escoltem en encendre la ràdio. El sintonitzador de la ràdio selecciona el canal, d'una manera similar a com els nostres receptors de la còclea seleccionen una determinada nota. Alguns canals són febles i d'altres forts. Si fem un gràfic de la intensitat del canal respecte a la seva freqüència obtenim l'espectre electromagnètic del senyal receptor.

## Anàlisi espectral

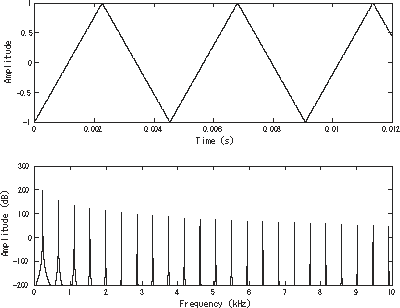
Una ona triangular representada en el domini temporal (a dalt) i en el domini de freqüència (a baix). La freqüència fonamental està a l'entorn de 220 Hz

Anàlisi es refereix a l'acció de descompondre alguna cosa complexa en parts simples o a identificar en aquesta cosa les parts més simples que la formen. Com s'ha vist, hi ha una base física per a modelar la llum, el so o les ones de ràdio en superposició de diferents freqüències. Un procés que quantifiqui les diverses intensitats de cada freqüència es diu anàlisi espectral.
Matemàticament, l'anàlisi espectral està relacionada amb una eina anomenada transformada de Fourier o anàlisi de Fourier. Aquesta anàlisi pot portar-se a terme per a petits intervals de temps, o menys freqüentment per a intervals llargs, o fins i tot pot realitzar-se l'anàlisi espectral d'una funció determinista (tal com {\displaystyle {\begin{matrix}{\frac {\sin(t)}{t}}\end{matrix}}\,}).
A més, la transformada de Fourier d'una funció no sols permet fer una descomposició espectral dels constituents d'una ona o senyal oscil·latori, sinó que amb l'espectre generat per l'anàlisi de Fourier fins i tot es pot reconstruir (sintetitzar) la funció original mitjançant la transformada inversa. Per a poder fer això, la transformada no solament conté informació sobre la intensitat de determinada freqüència, sinó també sobre la seva fase. Aquesta informació es pot representar com un vector bidimensional o com un nombre complex. En les representacions gràfiques, freqüentment només es representa el mòdul al quadrat d'aquest nombre, i el gràfic resultant es coneix com a espectre de potència o densitat espectral de potència.
És important recordar que la transformada de Fourier d'una ona aleatòria, millor dita estocàstica, és també aleatòria. Un exemple d'aquest tipus d'ona és el soroll ambiental. Per tant, per a representar una ona d'aquest tipus, cal cert tipus de mitjana per a representar adequadament la distribució freqüencial. Per a senyals estocàstics digitalitzats d'aquest tipus, s'empra amb freqüència la transformada de Fourier discreta. Les dades es divideixen en segments de temps d'una duració determinada, i les transformacions es realitzen en cada una d'aquestes. A continuació, la magnitud o els components de la magnitud al quadrat de les transformacions es resumeixen en una mitjana de transformació. Aquest tipus de tractament s'anomena mètode de Welch. Quan el resultat d'aquesta anàlisi espectral és una línia plana, el senyal que va generar l'espectre es denomina soroll blanc.